# Estació de ferrocarril de Tanggula

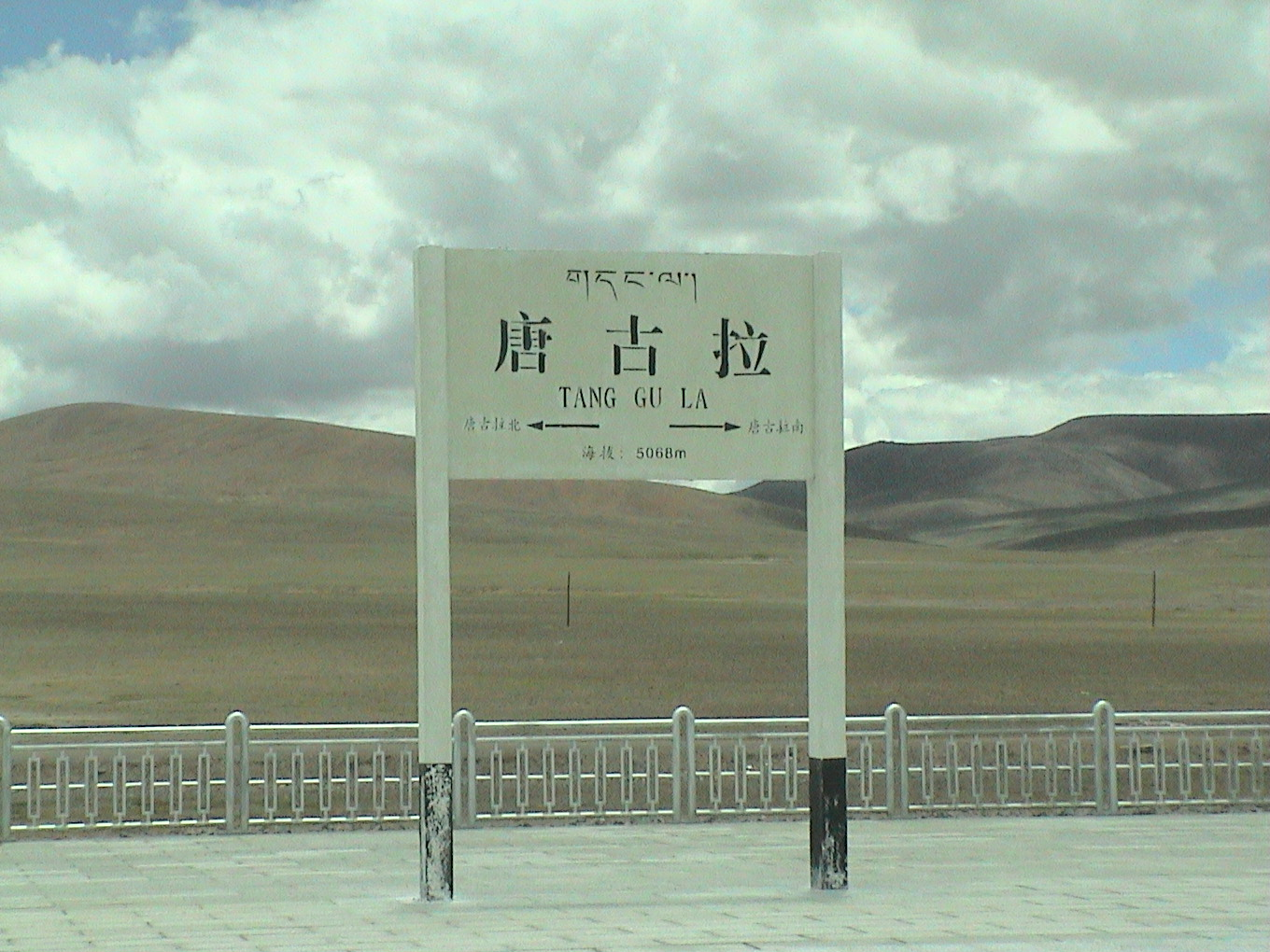
Plataforma de l'estación de ferrocarril de Tanggula.

L'estació de ferrocarril de Tanggula (xinès tradicional: 唐古拉站, xinès simplificat: 唐古拉站, pinyin: táng gǔ lā zhàn) és una estació que es troba al comtat d'Amdo, a la Regió Autònoma del Tibet, Xina. Es tracta de l'estació situada a més altitud del món, concretament a 5.068 m sobre el nivell del mar.

## Introducció
Aquesta estació sense servei del ferrocarril de Qingzang es va estrenar el dia 1 de juliol de 2006. L'estació està situada a 5.068 m sobre el nivell del mar i supera les estacions de Ticlio (Perú), que està situada a 4.829 m; l'estació Còndor, situada a 4.786 m, de la línia Río Mulatos-Potosí (Bolívia), i l'Estació de La Galera, a 4.781 m del Perú, cosa que la fa l'estació de ferrocarril a més alçada del món. L'estació de Tanggula està situada a 1 quilòmetre escàs del tram més elevat del recorregut d'aquesta línia, que assoleix els 5.072 m.
L'andana té 1,25 km de llarg i ocupa 77 mil m². Hi ha tres vies a l'estació. La localització d'aquesta parada es va fer per les vistes que hi havia des de les andanes a l'exterior.
El 2008, Tanggula Railtours, una iniciativa sorgida de la unió de RailPartners i Qinghai Tibet Rail Corp., van obrir un servei de tren turístic entre Beijing i Lhasa per al qual s'usen trens de luxe especialment construïts per a aquesta línia.

## Horaris
Des de 2009 no hi ha servei de viatgers a l'estació. Els trens hi paren, però no s'obren les portes.